# Szent kereszt

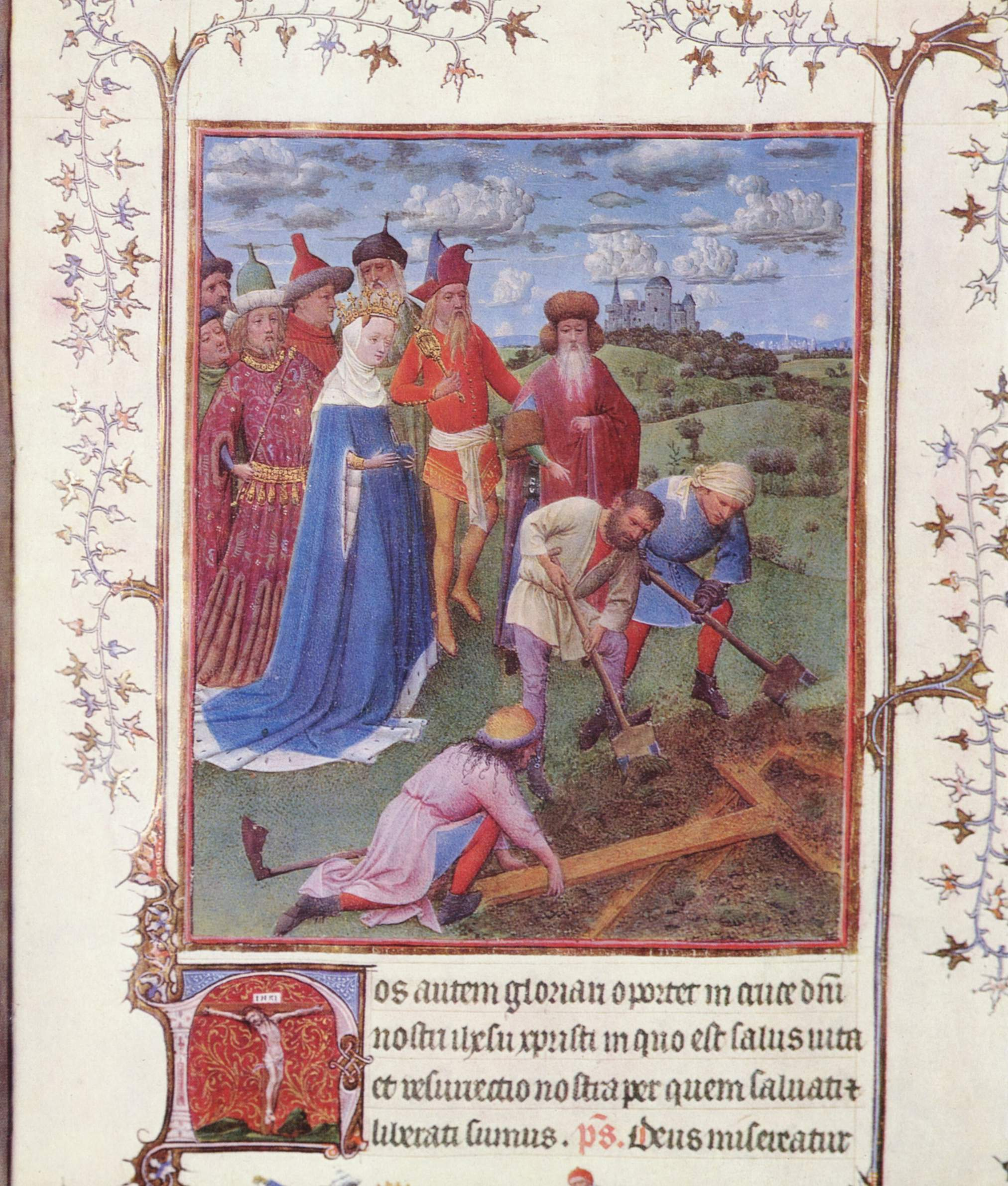
Szent Ilona megtalálja a szent keresztet
(Jan van Eyck, 15. század)

A szent kereszt egy vagy több fából készült gerenda, amelyen a keresztény hagyomány és a Biblia szerint Jézus Krisztust megfeszítették és kínhalált szenvedett. Az ortodox kereszténység „szent keresztnek”, a katolikusok „szent keresztnek” vagy „kereszt-ereklyének” nevezi.
A középkorban sok keresztény templom tartogatott egy kis fadarabot, amiről azt állították, hogy Jézus egykori keresztjének a darabja, és ezeket a fadarabokat árulták is. Azt mondták, hogy ezen fadaraboknak már az érintése is szerencsét hoz. Ebből alakult ki az a mai szólás és szokás, hogy valamit a fán lekopognak.
Ma a római katolikus egyház, az ortodox kereszténység és más keleti keresztények mind azt állítják, hogy az igazi kereszt ereklyéit birtokolják. A történészek azonban általában vitatják ezen ereklyék hitelességét.

## Története
Jézus élete utolsó szakaszát – melyet szenvedéstörténetnek neveznek – a négy evangélium írja le. Az Újszövetség e négy irata szerint Jézusnak saját magának kellett Jeruzsálemből vállán kivinnie egy keresztfát saját vesztőhelyére, amely a város falon kívüli eső Golgotának nevezett domb volt. Itt Jézust felszegezték a keresztre és meghalt azon. Az evangélisták ezután nem említik többet a keresztfát.
Lásd még: A kereszt használata a korai egyházban
Nagy Konstantin császár elrendelte, hogy ott a Golgotán, egy bazilikát emeljenek. Azt is kérte, hogy a felépített bazilika kiválóbb legyen mint az addig épült összes városok kiváló épületei szépségükben maradjon el attól. Makariosz Jeruzsálem akkori püspöke elkezdte kiválasztani a helyszínt. Ásatási munkálatok közben, a föld mélyén, találtak keresztre feszítésre használt fagerendákat. Ezt Konstantin császár leveléből tudható, melyet „Vita Constantini” művében közöl Kaiszareiai Euszebiosz. Azt írja, megtalálták Krisztus „szenvedésének kiváló emlékét, amit annyi éven át a föld gyomra fedett be, és ami igen csak nagy csodálkozást keltett”. A bazilika helyét végül úgy határozták meg, hogy Krisztus sírját és a keresztek megtalálásának helyét is magába foglalja.
Jeruzsálemi Szent Cirill egyházatya, aki később, egy 351 május 7-i keltezésű levelében megerősítette a megtalálás tényét, melyet II. Constantinus római császárhoz, Nagy Konstantin fiához ír: "A te atyádnak Konstantinnak idejében megtalálták Jeruzsálemben a Kereszt üdvözítő fáját." Majd megemlítette, hogy az egész földön szétosztották a fát.
Negyvennégy évvel később Szent Ambrus, Milánó püspöke azt állította 395-ben, hogy Szent Ilona kezdeményezte a megkeresését. Szókratész Szkholasztikosz konstantinápolyi történész határolta be a megtalálás idejét, mely szerinte 325 és 326 között történt. Mások is alátámasztották – mint például Rufinus bizánci miniszter,  Nólai Szent Paulinus, Szózomenosz Szalamónész (Salminius Hermias Sozomenus) és Theodoretos egyházi írók –, hogy Szent Ilona találta meg a szent keresztet. Ezek alapján I. Justinianus bizánci császár a Justinianus kódexben törvénybe foglalta, „Szent Ilona megtalálta a keresztények szent fáját”.
Egy 13. századi legendagyűjtemény a Legenda aurea szerint - amit az Érdy-kódex is átvett -, Szent Ilona Makariosz jeruzsálemi püspöktől kapta a tanácsot, vigyék egy gyógyíthatatlan beteghez a megtalált kereszteket, mert lehet hogy az igazi kereszt meggyógyítja a haldoklót. Az egyik kereszt hozzáérintésével felgyógyult a beteg, így választották ki azt a fát amelyiket ma, szent vagy igaz keresztnek neveznek.

## Krisztus keresztje
Krisztus egy bizonyos kereszten halt meg, de sokan felvetik a kérdést, milyen formájú is volt a kereszt? Némelyek szerint (pl. Jehova tanúi) az egy kínzócölöp volt, amelyen nem is volt keresztgerenda. A kereszt szó automatikusan arra utal, hogy két darab fa valamilyen szögben keresztezi egymást. A stauros újszövetségi görög szónak azonban, amelyeket más nyelveken keresztnek fordítanak, nincs feltétlenül ilyen jelentése. A szó jelentése egy függőleges oszlopra, karóra utal. 
Másrészt Tamás utalása szögek (többes számban) helyeire Jézus kezeiben jelentheti azt is, hogy az oszlopon valóban létezett egy keresztgerenda is, hisz egy magányos oszlopon Jézus kezeit feltehetőleg egyetlen szöggel ütötték volna át. Ez az utalás, továbbá az a tény, hogy Jézus feje felett volt elég hely egy felirat számára úgy tűnik az ún. latin kereszt mellett szól. A T vagy X keresztek nem jöhetnek számításba, hisz azokon nem lett volna elég hely Jézus feje felett egy felírás számára. 

## A kereszt története
A keresztet állítólag három részre osztották. Egyik darab maradt Jeruzsálemben, másik Konstantinápolyba került és a harmadik Rómába.

### Jeruzsálem
Az ottmaradó példányt a Golgota hegyen felszentelt bazilikában helyezték el, melyet 335. szeptember 14-én szenteltek fel. A bazilika ott épült, ahol ma a Szent Sír-templom áll. Később a perzsák elrabolták, de Hérakleiosz bizánci császár a perzsák legyőzésével visszaszerezte 630. március 21-én.
A Hattíni csatában újra elvesztették. A csata 1187. július 4-én zajlott le, a keresztet Akkon püspöke vitte harcba azonban köntöse alatt vértet hordott. A hagyomány szerint nem szabadott volna, mert az hitetlenségre utalt. Az egyesített keresztes csapatok vereséget szenvedtek Szaladintól, és a csatába elvitt Szent Keresztet is hadizsákmányként elvesztették.  A csata jelentősége abban áll, hogy a csata nagy veszteségei miatt indították el a harmadik keresztes háborút.
Néhány év múlva a helyszínen megjelenő Oroszlánszívű Richárd megpróbálta visszaszerezni, sőt I. Tamar grúz királynő váltságdíjat kínált az araboknak, de eredménytelenül.

### Konstantinápoly
Beillesztették Nagy Konstantin szobrába. Az ekkor születő "új Róma", Konstantinápoly, az ő nevét vette fel. A városavató ünnepségen 330. május 11-én körbehordozták a róla készített aranyozott faszobrot.

### Róma
A Sessiorianumba került Rómába, ahol kápolnát építtetett Szent Ilona. Ezt a palotát építették át templommá a mai Santa Croce in Gerusalemme bazilika vált belőle. Ebbe a kápolnába kihelyezte Szent Ilona az ereklyéket, a Golgotáról hozott földdel hintette be és azon térdepelve imádkozott. Nemcsak a keresztfa volt itt, hanem az INRI felirat táblájának egy darabja is.
Az idők során a pápák tovább adományoztak darabkákat a keresztfából. Így például I. Ferenc francia király kapott X. Leó pápától 1515-ben, és a Szent Péter-bazilika is kapott 1630-ban VIII. Leó pápától.

### A Szent Kereszt tartozékai
Katolikus nézet alapján megtalálták a keresztet, az INRI táblát és a szegeket is, amivel átütötték a felfeszített végtagjait. Az egyiket Szent Ilona a császár sisakjára, a másikat a lova kantárjára erősítette. Az egyházatyák később megtalálták azt a próféciát Zakariás könyvében, ami hasonlít ehhez a cselekedethez: "Azon a napon még a lovak csengőjére is az lesz írva: Az Úr szent tulajdona" (Zak 14.20). A harmadik szeg Konstantinápolyban a császár szobrába illesztették, Szókratész Szkholasztikosz szerint ez a város bevehetetlenségét jelentette. Később valamelyik szeg ugyancsak beépítésre került a Lombardia vaskoronája egyik részébe.

### Reformáció
A középkor végén már annyi katolikus templom állította, hogy birtokolják az Igaz Kereszt ereklyéit, hogy Kálvin János megjegyezte, hogy van belőlük elég fa egy hajó megtöltéséhez:
„Nincs olyan szegény apátság, hogy ne lenne (a keresztből egy) példánya. Néhol nagy darabok vannak, például Párizban, Poitiers-ben és Rómában, ahol állítólag jókora feszület készült belőle. Röviden, ha az összes darabot összegyűjtenék, nagy hajórakomány lenne belőlük.” 

## A szent kereszt tisztelete
Nagy Konstantin császárságát eldöntő csata előtt – Kaiszareiai Euszebiosz néhány évtizeddel későbbi tudósítása szerint – látomása volt, megjelent az égen egy kereszt, és felirat: "E jelben győzni fogsz". Miután a csatát nagy szerencsével megnyerte, feltételezhető, hogy ennek hatására édesanyja Szent Ilona hívő emberként sürgette Krisztus keresztjének megtalálását Jeruzsálemben.

### Katolikus szempont
Jézus ereklyéinek fontosságát a Bibliából következtették ki. Egy beteg asszony úgy gyógyult meg, hogy csak Jézus ruháját érintette az ő tudta nélkül hátulról. Ez a vérfolyós asszony esete. A hívők úgy gondolják, hogy Krisztus szenvedett a keresztfán és megszentelte vérével. Krisztus az utolsó vacsorán felajánlotta vérét is. Emiatt válik fontossá minden tárgy amivel Jézus érintkezett, és jogosnak tartják az ereklye gyűjtést. Sőt, vannak akik abban is bíznak, ha egy eredeti ereklyéhez egy másolatot hozzáérintenek akkor az átveszi szent jellegét.
A katolikus liturgiában a kereszt megtalálásának ünnepe május 3-a.

### Református szempont
A református tanítás szerint a keresztény hívő önmagában hordozza a keresztet, ezért tisztelete nem Krisztus keresztfájának képi megjelenítésén keresztül történik. Így, minden ereklye tiszteletét elvetik, és a kereszt szimbólumát sem ábrázolják: a templom tetején csillagot jelképező jel látható.
Nézetük alapján a lényeg az, hogy nem az a fontos, hogy mi okozta Jézus halálát, hanem az, hogy ki volt ő, aki meghalt a kereszten. Ambróziusz rátapintott a lényegre, amikor a következőt mondta: Krisztust imádjuk, a Királyunkat, aki a fán függött, és ne a fát. 

### Ortodox egyház szempontja
Minden kereszt szent, mert benne Krisztust imádják. Nagy tisztelet övezi a szent keresztet. A liturgikus költészetében olyan hasonlatokat használnak, ami csak Krisztusra érvényes. Hajnali istentiszteleten sorbaállás után leborulnak és megcsókolják, miközben Kereszthódolási szitrákat énekelnek és úgy érzik mintha Krisztust csókolták volna meg. Ezt a tiszteletadás módját a Második nikaiai zsinat határozta meg.
Szeptember 14-én ünnepli a szent kereszt felmagasztalása ünnepet.

### Jelentősebb darabok
A kereszt szilánkjait díszes ötvösműremekekbe helyezték, és egy-egy kiemelt jelentőségű templom féltett kincseivé váltak.
- Római Szent Péter-bazilika
- Jeruzsálemi Szent Kereszt bazilika (Róma)
- Velencei San Marco-bazilika
- Párizsi Notre Dame
- Brüsszeli Szent Mihály és Szent Gudula-székesegyház
- Trieri Szent Mátyás-templom
- Limburg
- Köln
- Donauwörth
- Wiblingen
- Scheyern
- Maria Laach
- Conza
- Nápoly
- Velletri

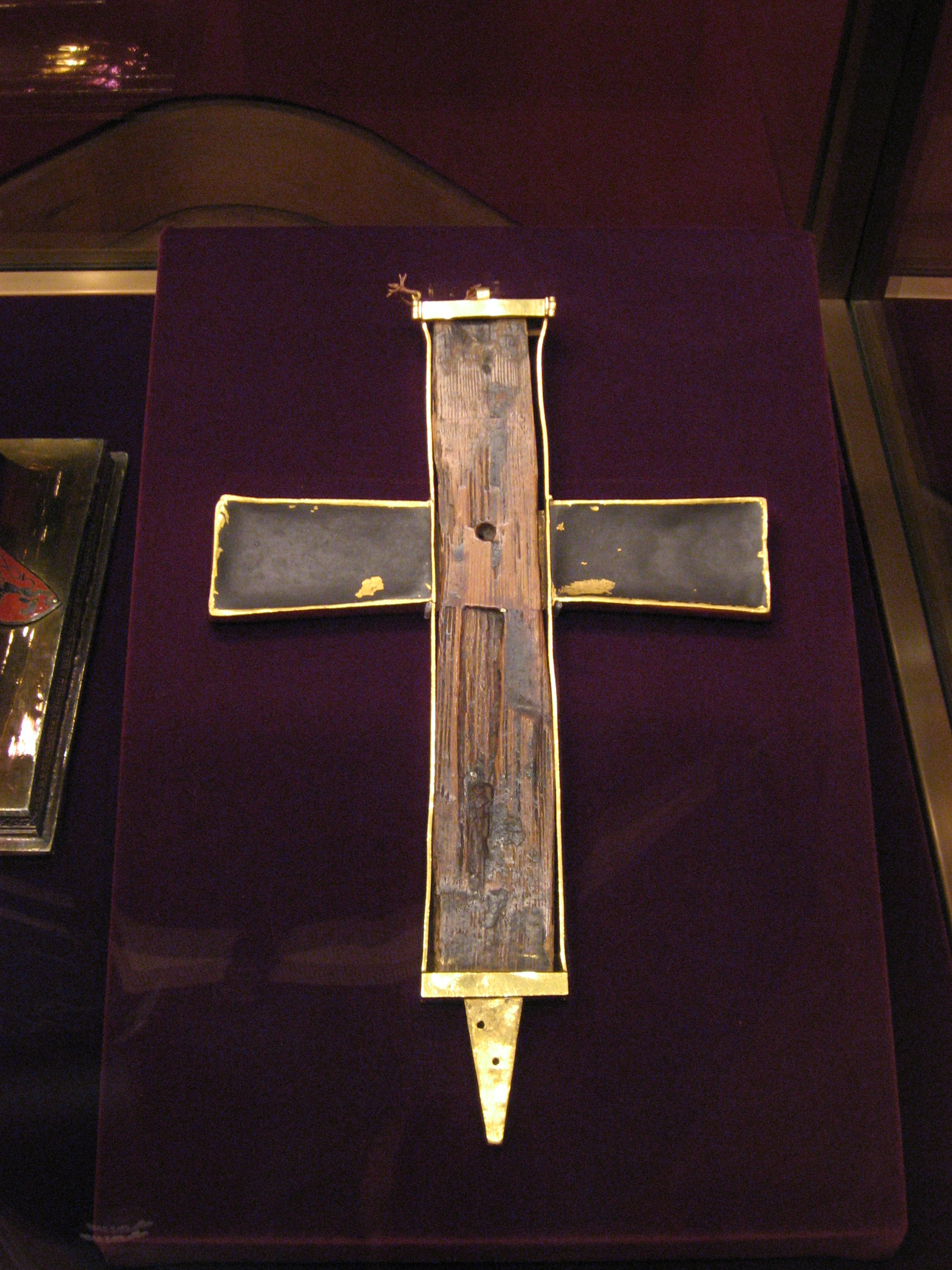
Schatzkammer, Bécs
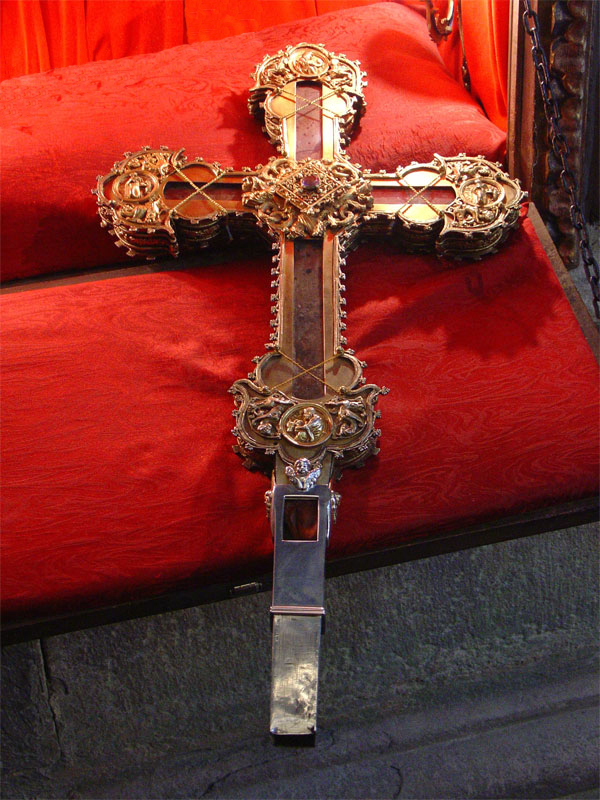
Spanyolország

## A Szent Keresztről elnevezett települések a régiMagyarországon
- Garamszentkereszt
- Táplánszentkereszt
- Kézdiszentkereszt
- Péliföldszentkereszt
- Pilisszentkereszt

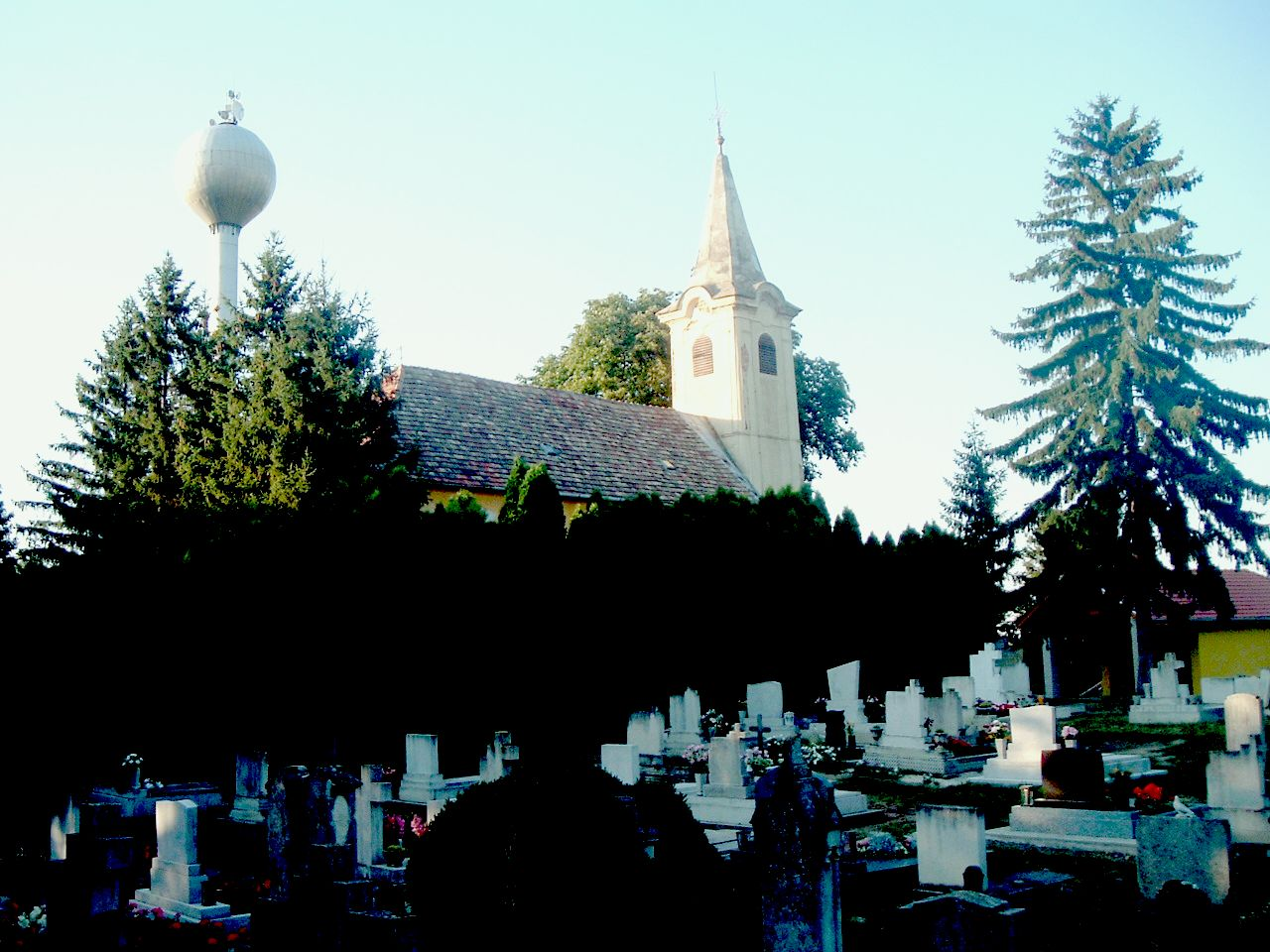
Szent Kereszt Felmagasztalása római katolikus templom Góron.

- Vértesszentkereszt - Vértesszentkereszti apátság
- Muraszentkereszt
- Bükkszentkereszt
- Vágszentkereszt